# 東京土地
東京土地株式会社（とうきょうとち）は、かつて東京府東京市（現・東京都）に存在した企業。

## 概要
1912年（大正元年）10月、設立。目的は1、不動産の所有、経営、売買並びに埋築事業、2、不動産抵当貸付並びに委託金貸付、3、不動産委託売買並びに仲介、4、不動産委託管理、整理監督、5、前各項附帯の業務。
資本金は150万円、あるいは500万円。
会社所在地は、東京市牛込区市谷台町（現・東京都新宿区）、あるいは東京市日本橋区本町四丁目（現・東京都中央区日本橋本町）。東京出張所は麹町区丸ビル内。
市ヶ谷監獄の跡を払い下げ、多数の貸家を建築して賃貸し、または土地そのままでも貸し付けた。

## 役員

### 『銀行会社要録 附・役員録 第19版』
- 社長・前川太兵衛[7]
- 専務取締役・広部清兵衛[7]
- 取締役・河合徳兵衛、中村茂八、野島泰治郎、野本傳七、同支配人・佐久間定吉[7]
- 監査役・高橋熊三、中島伊平、江守善六[7]

### 『銀行会社要録 附・役員録 第20版』
- 取締役・広部清兵衛、滝沢吉三郎、黒川庄次郎、小宮勇三郎[8]
- 監査役・高橋熊三、中島伊平[8]

### 『銀行会社要録 附・役員録 第21版 第22版 第23版』
- 専務取締役・黒川庄次郎[2][9][10]
- 取締役・小宮勇三郎、滝沢吉三郎、広部清兵衛、高橋熊三[2][9][10]
- 監査役・丸山名政、渡瀬寅次郎[2][9][10]

### 『銀行会社要録 附・役員録 第24版』
- 専務取締役・高橋熊三[11]
- 取締役・小宮勇三郎、滝沢吉三郎、広部清兵衛、黒川庄次郎[11]
- 監査役・丸山名政、渡瀬寅次郎[11]

### 『銀行会社要録 附・役員録 第26版』
- 取締役・広部清兵衛、前川太兵衛、堤康次郎[12]
- 監査役・河合徳兵衛、永井外吉[12]

### 『銀行会社要録 附・役員録 第27版』
- 取締役・広部清兵衛、堤康次郎、永井外吉[13]
- 監査役・河合徳兵衛、福室郷次[13]

### 『銀行会社要録 附・役員録 第29版』
- 常務取締役・福室郷次[14]
- 取締役・広部清兵衛、堤康次郎、永井外吉[14]
- 監査役・小高義一、吉岡栄蔵[14]

### 『銀行会社要録 附・役員録 第30版』
- 常務取締役・永井外吉[3]
- 取締役・福室郷次、堤康次郎、藤間信雄[3]
- 監査役・小高義一、吉岡栄蔵[3]

### 『日本全国諸会社役員録 第36回』
- 常務取締役・小高義一[4]
- 取締役・藤間信雄、畔上鋭、上林基樹[4]
- 監査役・吉岡栄蔵[4]

## 大株主氏名及持株数

### 『銀行会社要録 附・役員録 第18版』
- 江守宇多 1970[6]
- 宮田勝 1340[6]
- 上村乙吉 1300[6]
- 三輪吉太郎 1300[6]
- 広部清兵衛 1000[6]

### 『銀行会社要録 附・役員録 第21版』
- 広部清兵衛 700[10]
- 河合房三郎 305[10]
- 高木益太郎 300[10]
- 反町常次郎 260[10]
- 河合徳兵衛 250[10]
- 安居憲一郎 250[10]
- 江守善六 250[10]

### 『銀行会社要録 附・役員録 第22版』
- 広部銀行 1078[9]
- 広部清兵衛 745[9]
- 河合房三郎 305[9]
- 高木益太郎 300[11]
- 反町常次郎 277[2]

### 『銀行会社要録 附・役員録 第23版』
- 広部銀行 1315[2]
- 広部清兵衛 745[2]
- 河合房三郎[2]
- 広部清一郎 550[2]
- 反町茂作 379[2]

### 『銀行会社要録 附・役員録 第24版』
- 広部銀行 1715[11]
- 河合房三郎 915[11]
- 広部清兵衛 745[11]
- 反町茂作 624[11]
- 高木益太郎 300[11]

### 『銀行会社要録 附・役員録 第26版』
- 広部賢二 2005[12]
- 河合房三郎 915[12]
- 反町合名会社 574[12]

### 『銀行会社要録 附・役員録 第27版』
- 反町合名会社 574[13]
- 堤康次郎 550[13]
- 塚本金兵衛 500[14]

### 『銀行会社要録 附・役員録 第29版』
- 塚本金兵衛 1200[14]
- 堤康次郎 1100[14]
- 川島與右衛門 950[14]